# Chiaki Kusuhara
Chiaki Kusuhara (jap. 楠原 千秋, Kusuhara Chiaki; * 1. November 1975 in Matsuyama) ist eine ehemalige japanische Beachvolleyballspielerin.

## Karriere
Kusuhara spielte 1998 ihre ersten internationalen Turniere mit Ryōko Tokuno. Im folgenden Jahr belegten die Japanerinnen bei der Weltmeisterschaft in Marseille den 33. Platz. 2001 in Klagenfurt scheiterten sie als Gruppenzweite in der ersten Hauptrunde an den späteren Turniersiegerinnen Adriana Behar und Shelda Bede aus Brasilien und erreichten somit wie bereits bei zahlreichen Open-Turnieren in diesem Jahr den 17. Rang. Außerdem wurden sie Zehnte der Goodwill Games in Brisbane. 2002 kamen sie in Montreal und Stavanger erstmals in die Top Ten von Open-Turnieren und verpassten als Vierte des Grand Slams in Klagenfurt nur knapp eine Medaille. In der ersten Hauptrunde der WM 2003 mussten sie sich erneut Adriana Behar und Shelda geschlagen geben. 2004 nahmen sie am olympischen Turnier in Athen teil und schieden als Gruppendritter nach der Vorrunde aus. Anschließend trennten sie sich.
Kusuhara bildete ein neues Duo mit Satoko Urata, das bei den Open-Turnieren 2004 in Rio de Janeiro und 2005 in Osaka gleich zweimal Neunter wurde. Bei der WM in Berlin kamen sie jedoch nicht über den 33. Platz hinaus, als sie in der zweiten Runde gegen das griechische Duo Karadassiou/Arvaniti verloren und anschließend gegen die Kanadierinnen Dumont/Fiset ausschieden. 2006 hatten sie ihren vorerst letzten gemeinsamen Auftritt beim Grand Slam in Paris.
Anschließend spielte Kusuhara mit Mika Saiki. Nach drei neunten Plätzen bei FIVB-Turnieren blieb das neue Duo in der Vorrunde der WM 2007 ohne Satzgewinn. Ebenso erfolglos waren Kusuhara/Saiki 2008 bei den Olympischen Spielen in Peking. 2009 spielte Kusuhara noch zwei Open-Turniere in Osaka und Seoul mit Urata.